# 9745 Shinkenwada
9745 Shinkenwada eller 1988 VY är en asteroid i huvudbältet som upptäcktes den 2 november 1988 av den japanska astronomen Tsutomu Seki vid Geisei-observatoriet. Den är uppkallad efter Shinken Wada.
Asteroiden har en diameter på ungefär 5 kilometer och den tillhör asteroidgruppen Koronis.